# Tritriva
Tritriva – gmina na Madagaskarze, w regionie Vakinankaratra, w dystrykcie Betafo. W 2001 roku zamieszkana była przez 17 356 osób. Siedzibę administracyjną stanowi miejscowość Tritriva.